# Waldeck-Frankenberg
Waldeck-Frankenberg é um distrito da Alemanha, na região administrativa de Kassel, estado de Hessen.

## Cidades e Municípios
- Cidades:

1. Bad Arolsen
2. Bad Wildungen
3. Battenberg (Eder)
4. Diemelstadt
5. Frankenau
6. Frankenberg (Eder)
7. Gemünden (Wohra)
8. Hatzfeld
9. Korbach
10. Lichtenfels
11. Rosenthal
12. Volkmarsen
13. Waldeck

- Municípios:

1. Allendorf (Eder)
2. Bromskirchen
3. Burgwald
4. Diemelsee
5. Edertal
6. Haina
7. Twistetal
8. Vöhl
9. Willingen (Upland)